# 渡边康二
渡边康二（日语：／ Watanabe Kōji，1942年1月19日—），日本退役男子网球运动员。他曾获得1966年亚洲运动会网球比赛男子双打金牌、男子团体金牌和混合双打金牌。